# Low Blows
Low Blows è il primo album in studio della cantautrice australiana Meg Mac, pubblicato il 14 luglio 2017 dalla littleBIGMAN e dalla Universal Music Australia.

## Tracce
1. Grace Gold – 3:48
2. Low Blows – 3:32
3. Kindness – 3:23
4. Cages – 3:42
5. Didn't Wanna Get So Low But I Had To – 3:51
6. Ride It – 4:05
7. Maybe It's My First Time – 3:33
8. Shiny Bright – 3:20
9. Brooklyn Apartment (It's Louder Than the TV and the Radio) – 3:19
10. Morning – 1:39

## Classifiche
| Classifica (2017) | Posizione massima |
| ----------------- | ----------------- |
| Australia         | 2                 |